# أحلام (اسم)
أحلام اسم علم مؤنث عربي بصيغة الجمع، ولم يسموا بمفردهِ، والحُلُم: ما يراه النائم في نومه، وأحياناً في يقظته. أو هو من «الحِلْم» بكسر الحاء بمعنى: الأناة، الصبر، وكلاهما جائز.
وهو اسم علم شخصي مؤنث، وله انتشار في العالم العربي، ومن الأسماء المشابهة لأسم أحلام: حَليم حَليمة حَلمية حِلْمي حالمة محلم حالم.

## الشخصيات
- أحلام وهبي، (1938) مطربة عراقية واسمها الحقيقي «سهام» ولدت في البصرة وعاشت في بغداد.
- أحلام الشامسي، معروفة بـ أحلام، مغنية إماراتية. لقبها الفنان السعودي محمد عبده بفنانة الخليج.
- أحلام (مغنية مصرية)، هي فاطمة النبوية محمود الملاح ومعروفة بـ أحلام (25 سبتمبر 1933 - 17 مايو 1997)، مغنية وممثلة مصرية.